# Каршниці (Здунськовольський повіт)
Каршниці (пол. Karsznice) — село в Польщі, у гміні Здунська Воля Здунськовольського повіту Лодзинського воєводства.
Населення — 306 осіб (2011).
У 1975-1998 роках село належало до Серадзького воєводства.

## Демографія
Демографічна структура станом на 31 березня 2011 року:
|          | Загалом | Допрацездатний вік | Працездатний вік | Постпрацездатний вік |
| -------- | ------- | ------------------ | ---------------- | -------------------- |
| Чоловіки | 163     | 32                 | 114              | 17                   |
| Жінки    | 143     | 27                 | 88               | 28                   |
| Разом    | 306     | 59                 | 202              | 45                   |